# Ремингтон (фабрика оружја)
Компанија Ремингтон (енгл. Remington Arms Company), амерички концерн за производњу стрељачког оружја, муниције и машина основан 1816. године.

## Историја
Компанија Ремингтон развила се 1816. из мале радионице пушака у фабрику стрељачког оружја у Илиону (држава Њујорк), и до 1850. израђивала је само делове оружја, а затим, по наруџбини владе, пушке и пиштоље. У Америчком грађанском рату (1861-1865) достигла је велики успон, нарочито производњом карабина са затварачем, чији је конструктор био оснивачев син, Фило Ремингтон. Од 1888. компанија носи садашњи назив. У Првом светском рату компанија Ремингтон подмиривала је око половине потреба САД у стрељачкој муницији, а после припајања низа сродних предузећа постао је један од највећих концерна у САД. У Другом светском рату Ремингтон је контролисао скоро трећину производње стрељачког оружја и муниције у САД.

## Производи
- Ремингтон модел 1864/66, први амерички карабин са затварачем.